# Ernest Ginsburger
Pour les articles homonymes, voir Ginsburger.
Ernest Ginsburger est un rabbin français du XXe siècle né à Héricourt (Haute-Saône), 15 avril 1876 et mort à Auschwitz le 14 février 1943,. Successivement grand-rabbin de Genève, puis de Belgique, enfin de Bayonne, il participe comme aumônier à la Première Guerre mondiale. Il a écrit plusieurs ouvrages et notamment fait œuvre d'historien des communautés juives. Dès le début de l'Occupation, il dénonce l'idéologie nazie dans des articles et des sermons. Arrêté en mars 1942, puis déporté de Drancy en février 1943, il est assassiné à Auschwitz dès son arrivée.

## Biographie
Le père d'Ernest Ginsburger, Emmanuel (alias Maurice) Ginsburger, est le président de la communauté israélite de Héricourt. Sa mère est Jeannette Bonef. Son cousin, dont il est très proche, est le rabbin Moïse Ginsburger, père de Roger Ginsburger devenu plus tard Pierre Villon, le résistant et homme politique communiste. La famille quitte Héricourt pour Lunéville, en Meurthe-et-Moselle et Ernest Ginzburger devient bachelier en 1893.
De 1894 à 1900, Ernest Ginsburger fait ses études rabbiniques au Séminaire israélite de France (SIF). Il étudie à la Sorbonne et à l'École des hautes études, section des sciences historiques et philologiques. Il est titulaire d'un diplôme de bachelier en droit, sanctionnant les deux premières années d'études en droit.
À Paris, il habite au 4, rue Fléchier, dans le 9e arrondissement. Il dirige un cours d'instruction religieuse du Consistoire de Paris.
Ernest Ginsburger pose sa candidature, sans succès, au poste rabbinique de Dijon, en Côte-d'Or, en 1900, puis à Châlons-sur-Marne (aujourd'hui appelé Châlons-en-Champagne), dans la Marne, puis à Remiremont dans les (Vosges) en 1902, et de nouveau à Dijon en 1907, mais à cet endroit il ne le peut, « pour cause... de célibat », puis à Lyon en 1908.

### Genève
Ernest Ginsburger est élu grand-rabbin de Genève en 1908, position qu'il occupe jusqu'en 1923,.
Dans le cadre de ses fonctions, il met l'accent sur l'éducation juive et agit en faveur des réfugiés et persécutés juifs auprès de la Société des Nations et du Bureau international du travail. Il représente l'Alliance israélite universelle, l'Anglo-Jewish Association et l'American Jewish Joint Distribution Committee (Joint). Il préside la section suisse de la Ligue des amis du sionisme. Il demande de l'aide pour les étudiants juifs russes réfugiés en Suisse et qui sont démunis.
Par autorisation du gouvernement français il devient conseiller de la délégation turque à la conférence de Lausanne. Son action diplomatique concourt à l'établissement du passeport Nansen.

### La Première Guerre mondiale
Durant la Première Guerre mondiale, Ernest Ginsburger s'engage comme aumônier,. Il fait partie du 18e corps d'armée. En tant qu'aumônier, il assiste blessés et mourants en Belgique, successivement à Charleroi, Nieuport, Steenstrate, et au mont Kemmel. Il réussit à faire interner en Suisse des milliers de prisonniers alliés. Il participe à l'Œuvre de secours aux prisonniers français. Il fonde l'Œuvre israélite de secours aux prisonniers de guerre. En 1916, il est transféré à une division d'infanterie algérienne puis en 1917, remplace le rabbin Léon Fridman,,, au groupe des brancardiers de corps.

### Vie familiale
Le 17 février 1919, Ernest Ginsburger épouse à Paris Germaine Zivy (née en 1894). Ils vont avoir deux fils. Elle meurt en 1928, à l'âge de 34 ans.

### Bruxelles
Ernest Ginsburger est élu grand-rabbin de Belgique en janvier 1924,,,. Il s'installe à Bruxelles, le 30 mars 1924. En 1926, à la suite d'inondations, 4 000 travailleurs juifs perdent leur emploi en Belgique et Ernest Ginsburger lance un appel d'aide à la communauté juive en leur faveur. Il démissionne de ses fonctions en 1929.

### Bayonne
En 1929, Ernest Ginsburger devient le grand-rabbin de Bayonne, des Landes et des Basses-Pyrénées. Il s'installe à Bayonne le 28 décembre 1930. En 1931, il adresse un télégramme de félicitations à la jeune République espagnole. Il obtient du gouvernement républicain espagnol le droit pour des Juifs victimes du nazisme d'immigrer dans certaines provinces d'Espagne.

### La Seconde Guerre mondiale
Lorsque la Seconde Guerre mondiale éclate en 1939, à cause de son âge (63 ans), Ernest Ginsburger n'est pas mobilisé. Dès le début de l'Occupation, il lutte contre le nazisme par des sermons et des articles ouvertement anti-hitlériens. Dans un sermon de Pâques 1941, il compare la défaite de l'aviation allemande dans la Manche à l'engloutissement des armées égyptiennes dans la mer Rouge. Il diffuse des tracts clandestins. Il adresse une lettre au régime de Vichy pour protester contre la réquisition de la synagogue de Bayonne. Cette dernière est transformée en entrepôt des services du ravitaillement allemand.
Ernest Ginsburger est arrêté à Bayonne,, en mars 1942. L'historien du rabbinat Roger Berg évoque la découverte de documents antinazis à l'ambassade de France en Belgique comme cause de son arrestation. Il est interné au camp de Royallieu (Compiègne), puis au camp de Drancy. Il est déporté, par le convoi no 47, en date du 11 février 1943. L'historien Martin Gilbert mentionne la présence de Ernest Ginsburger dans ce convoi,. Ernest Ginsburger est assassiné à son arrivée Auschwitz, le 14 février 1943.

## Prises de positions
- En avril 1933, Ernest Ginsburger conseille aux réfugiés allemands en France d'agir discrètement et de ne pas manifester publiquement contre l'antisémitisme nazi[33].
- En 1934, sa position sur le divorce lui vaut d'être pris à partie par La Tribune juive de Strasbourg, une publication juive orthodoxe. Le rabbin Joseph Saks prend sa défense au nom de l'Association des rabbins français.

## Témoignage sur Ernest Ginsburger
- La femme de l'astrophysicien Évry Schatzman publie en 2005 le témoignage de son beau-père, le docteur Benjamin Schatzman (un dentiste), qui mentionne Ernest Ginsburger au camp de Compiègne[34] en particulier en date du lundi 22 juin 1942[35]:

« Hier soir, pour 20 h 30, je suis allé assister à une causerie que devait faire le rabbin sur les origines des persécutions exercées contre les Juifs depuis l'époque où les Juifs ont commencé à fonder des communautés dans les villes et les pays bordant la Méditerranée et dans les différents pays de l'Europe. Cette causerie était très intéressante, et il nous a dit qu'il n'a pu trouver l'origine du mot « Juif », car en réalité on devrait les appeler « judéens », comme venant de la Judée. Ce sont les chrétiens, et en particulier le catholicisme, qui ont institué la persécution des Juifs. »

## Publications

### Ouvrages
- Avec Moïse Ginsburger, Contribution à l'histoire des Juifs d'Alsace pendant la Terreur[36], 1903 ?
- Histoire des Juifs de Carouge. Juifs du Léman et de Genève, Paris, 1923.
- Divorce civil, répudiation judaïque, Paris, Librairie Lipschutz, 1932[37].
- La Méthode juive d'abatage aux points de vue religieux, scientifique et historique, 1932.
- Les Juifs de Belgique au XVIIIe siècle, 1932[38].
- Leibele Hirsch. Contes, Paris, Librairie Lipschutz, 1934.
- Grammaire hébraïque : éléments, analyses, vocabulaire français-hébreu, 1935.
- Les Juifs de Peyrehorade, Paris, Vuibert, 1938[39].
- Histoire des Juifs de Bayonne (en préparation, en 1942[40]).

### Articles
- « Les Juifs de Frauenberg », Revue des études juives, 1903[41].
- « Histoire des Juifs de Carouge, Juifs du Léman et de Genève » in Revue des études juives, tome 75, n° 150, octobre-décembre 1922, pp. 119-139, en ligne: DOI : https://www.persee.fr/doc/rjuiv_0484-8616_1922_num_75_150_5379

## Distinctions

### Décorations
- Officier de l'ordre des Palmes académiques en 1936.
- Médaille militaire en 1914.
- Croix de guerre 1914-1918 avec plusieurs citations à l'ordre du Service de santé en 1917.
- Chevalier de la Légion d'honneur en 1926.
- À titre posthume, médaille de la Reconnaissance française.

### Hommage
- Le 12 juin 1983, une rue de Bayonne est nommée rue du Rabbin-Ernest-Ginsburger[42].
- Le Centre communautaire de Bayonne porte son nom.